# アイドリッシュセブン
『アイドリッシュセブン』（英: IDOLiSH7、略称：アイナナ）は、バンダイナムコエンターテインメントが提供するスマートフォン向けアプリケーションゲーム。ジャンルは音楽・AVG。開発はG2Studios、キャラクター原案は種村有菜。
リズムゲームとノベルゲームの両方の側面を併せ持ち、後者のシナリオは都志見文太が担当しており、メインストーリーに関しては全編フルボイス。リズムゲームをプレイし一定条件を満たすとストーリーが解放される仕組みになっている。メインストーリーは第6部まで完結している。
父親の経営するアイドル事務所「小鳥遊芸能事務所」で働くことになった主人公が、所属する7人組男性アイドル「IDOLiSH7」のマネージャーを担当することになり、彼らをトップアイドルに成長させるために奮闘するストーリーが描かれる。
2025年4月1日付でバンダイナムコオンラインがバンダイナムコエンターテインメントに吸収合併されたのに伴い、運営は同社に移管された。

## 開発

### キャラクター設定・デザイン
キャラクター原案を担当した種村有菜は、オファーを受けた際、期待に沿えるのかを危惧しており、提出後に落ち込んだこともあったとインタビューで振り返っている。漫画は担当編集者やアシスタントがいるとはいえ、『種村有菜』という一人の名義で発表しているため、失敗しても自分一人の責任で済む。しかし、ゲームはたくさんの人間が関わっており、迷惑をかけてしまうのではないかと思っていたという。
キャラクターデザインにあたり、種村にはキャラクターの設定が詳細に記された資料が渡されたため、種村が携わったのはほぼ外見のみである。
IDOLiSH7の衣装は「開放」を共通テーマに設定してデザインされた。
種村が最初にデザインしたのは大和であり、種村は理由として「ある程度縛りがあった方がデザインしやすいので、設定資料に『メガネ』とあった大和くんが一番イメージしやすかった」ことを挙げており、パフォーマンス中にメガネをかけることについての安全性や機能性を考慮したとも話している。また、大和は軽いノリという設定を反映させるため、衣装をノースリーブにした。同様の理由で、一織もクールな性格を反映させるため、露出度の低い衣装がデザインされた。
環は「子供っぽく、IDOLiSH7のメンバーの中で一番背が低い」という初期設定があったが、種村がその記述を見落として大人っぽいデザインを提出してしまったところ、バンダイナムコ側が種村のデザインを気に入り、それに合わせて設定が変更された。
種村は壮五のヤンデレという設定を解釈して表現することに苦労したとナタリーとのインタビューの中で述べており、不安定さを出すためにファンタジックな衣装にしたと話している。
初期デザイン画における陸は黒髪だったが、同じ黒髪である一織との個別化を図るため、赤に近い茶色に変更された。また、センターという立ち位置を反映して、彼の衣装はメンバーの中で最も開放的なデザインとなった。
TRIGGERの衣装は黒を基調としている。IDOLiSH7のライバルという立ち位置をわかりやすくするため、そしてライバルとしての脅威や怖さを強調するためである。。
種村はTRIGGERの方に力を入れたと述べており、その理由として「漫画を制作する中で、ライバルがかっこいいと作品としての魅力が増すと思っている」ことと、「7人に対し3人で対抗しなくてはならない」ことを挙げている。
楽は、種村の作品にはあまり登場しない、全体的にウェーブのかかった髪型のキャラクターとしてデザインされた。種村は「シャープな印象のデザインが好きなので、かわいらしくて柔らかい印象のあるウェーブヘアはあまり好きではなかった。楽君についてもちょっときつそうな感じのキャラクターにしたいと思い、このような髪型はどうかと思った。しかし、結果きつさも損なわれずに済んだので、このぐらいがちょうどよかったのかと思った」と振り返っている。
主人公である紡のデザインは種村の好みを反映しているほか、「うさぎのキャラクターを出したい」というプロデューサーの要望に応えるため、ロップイヤーをモデルとした髪型がデザインされた。
ゲーム内では、ダンスシーンなどで使うCGと整合性を取るため、種村のデザインをアニメ調に変換したものが使われている。

### キャスティング・音楽性
第3部から登場するŹOOĻは、ツインボーカルとツインパフォーマーという構成である。このうちボーカルの一人である狗丸トウマはラッパーとしても活躍している木村昴が演じている。
もう一人のボーカルである亥清悠を演じる広瀬裕也は満島エリオとのインタビューの中で、トウマのラップがユニットの強みの一つとして挙げており、声の質が異なる悠とのバランスも良く、2人で歌うと味が出ると話している。
一方、木村は同じインタビューの中で、広瀬の表現力の豊富さを強みとして挙げており、自分も食らいつかなくてはという気持ちになったと話している。

## 登場人物
初期3ユニット「IDOLiSH7」「TRIGGER」「Re:vale」のメンバーの名前には漢数字が含まれる。「IDOLiSH7」と「TRIGGER」は名前に含まれる漢数字が誕生月と一致する（九条天のみ誕生月でなく誕生日）。
3部登場ユニット「ŹOOĻ」は名前に干支が含まれ、干支の順と誕生月が一致する。
また、アイドルそれぞれに音楽記号が当てられている。

### IDOLiSH7
小鳥遊事務所に所属する和泉一織、二階堂大和、和泉三月、四葉環、逢坂壮五、六弥ナギ、七瀬陸の７人グループ。
センター・七瀬陸の歌唱力とメンバーの豊かな個性を武器に破竹の勢いで人気を獲得し、映画、ドラマ、バラエティ、ラジオ、モデル業など幅広い分野で活動をしている。 
名前に含まれる数字は「一」 - 「七」。
和泉 一織（いずみ いおり）
声 - 増田俊樹
身長 - 174cm / 体重 - 58kg / 靴のサイズ - 26.5cm / 誕生日 - 1月25日 / 年齢 - 17歳 / 星座 - 水瓶座 / 血液型 - A型 / 出身地 - 東京都 / 記号 - ダブルフラット / メンバーカラー - 紺
好きなもの - クールでシャープなもの、実家のケーキ / 嫌いなもの - 特になし
和泉三月は実兄。自他共に認める「パーフェクト高校生」で、年齢に似つかわしくない大人びた雰囲気とマネジメント能力の持ち主。その能力を生かし、紡と共に密かにIDOLiSH7のマネジメントを行なっている。年下の自分がグループを仕切っていることが判明するのは良くないと考えてマネジメントをしていることを隠しているため、マネジメントに関わっていることを知っているのを知るメンバーは大和のみである。(4部終了時点)
共にマネジメントをしているために、時折紡と2人で席を外したり、耳打ちをしたりすることから、楽・大和・陸からは男女交際をしているのではないかと疑われている。
だが、実際はそのような事実はなく、彼女いない歴＝年齢。ラビチャでの会話の中で、彼氏がいたことがないという紡に対して、『私も同じですよ。お気になさらず』と返信している。
両親がfonte chocolatというケーキ屋を営んでおり、その影響で可愛いものが大好きだが、本人は見栄を張って嫌いと言っている。何でもそつなくこなせるが、失敗したことがなかったゆえに逆境や失敗に弱い。陸に負けずとも劣らないブラコンで、アイドルになろうとしたきっかけも「兄の夢だったから」である。最初に七人から四人を不合格とする、と言われた時には「もし兄さんを落としたら徹底的にクレームをつけて事務所を潰してやる」などとモノローグで語っている。また、IDOLiSH7は家庭環境に問題のある登場人物が多いが、和泉家はごく普通の家庭である。
環と悠とは同級生で、同じ高校の同じクラスである。環の話を一方的に聞くという関係。
４歳くらいの時には、雨で濡れていた猫を拾ったものの、飲食店だから飼えないと両親に怒られ、他に飼ってくれる人を探しに家を出たら、家出と勘違いした三月に怒られたことがある。
Perfection Gimmickでセンター、二部にて陸の体調不良が深刻になった際には一時的なセンターを務めた。メンバーからは「やりやすい」と言われているが、本人は「無難だが面白味がない」と語っている。

二階堂 大和（にかいどう やまと）
声 - 白井悠介
身長 - 177cm / 体重 - 64kg / 靴のサイズ - 27cm / 誕生日 - 2月14日 / 年齢 - 22歳 / 星座 - 水瓶座 / 血液型 - B型 / 出身地 - 東京都 / 記号 - シャープ / メンバーカラー - 緑
好きなもの - お酒、和食 / 嫌いなもの - 熱い食べ物
メンバー最年長。飄々としているが、実は1番のメンバー思い。Re:valeの千とは昔馴染みである。
復讐をするためにアイドルになった。事務所に所属する前は芸能界に対して嫌悪感に近い冷めた感情を抱いていた（事務所に所属した当初も芸能界に対する嫌悪感を吐露する場面があった）。芸能界に知り合いがたくさんいる。高い演技力を持つ、憑依型役者。
実は大物俳優である千葉志津雄の息子である。ただし、正妻ではなく愛人の子であり、かつては千葉の別邸で暮らしていた。別邸には業界人が多く集まり、接待が行われていた。愛人の子であることを知ってからも父から説明もなく、自分の周囲が嘘で固められていたことが芸能界への嫌悪のきっかけになっている。アイドルとしてスカウトされた当初も、いずれ父の事をすべて暴露するつもりでいた。しかし、IDOLiSH7のメンバーが真っすぐにアイドルを目指している姿を見て暴露をやめた。現在ではメンバーに千葉志津雄の息子であることなどの事情を打ち明けている。
一人称は「俺」だが、しばしば「お兄さん」と自称する。
和泉 三月（いずみ みつき）
声 - 代永翼
身長 - 165cm / 体重 - 53kg / 靴のサイズ - 26cm / 誕生日 - 3月3日 / 年齢 - 21歳 /星座 - 魚座 / 血液型 - O型 / 出身地 - 東京都 / 記号 - フラット / メンバーカラー - オレンジ
好きなもの - 伝説のアイドル『ゼロ』 / 嫌いなもの -高いところ、地図をみること
一織の兄でグループのムードメーカー的存在。幼い頃からアイドルになるのが夢だったが、歌やダンスに特別秀でていたわけではなかったこと、愛らしい外見とは正反対の男前な性格が災いしたことでオーディションに落ち続けていた。努力家で、アニメ版ではよく寮の庭でダンスの練習をしている。後に持ち前の明るさと話し上手という強みから、周囲の状況を察し誰にどういった話を振るか、どのように話を進めるかといったMCに必要や才能を発揮することになる。何でも完璧にできる弟にコンプレックスを抱いており、さらに才能の無さも相まってアイドルとしてのプライド、プロ意識は高いが自己評価は低い。家庭環境に問題のある登場人物が多い中、弟の一織同様、ごく普通の家庭で育った。調理師免許を所持しており、料理が上手く、オフの日は時々実家のケーキ屋を手伝っている。喧嘩がかなり強い。
四葉 環（よつば たまき）
声 - KENN
身長 - 183cm / 体重 - 67kg / 靴のサイズ - 28cm / 誕生日 - 4月1日 / 年齢 - 17歳 / 星座 - 牡羊座 / 血液型 - B型 / 出身地 - 千葉県 / 記号 - メゾピアノ / メンバーカラー - 水色
好きなもの - 王様プリン / 嫌いなもの - 暗いところ、お化け
天才肌の脱力系キャラで、独特のトーンで話す。IDOLiSH7内ユニット「MEZZO"」のメンバー。ダンスの技術はメンバー内で一番高い。
母親を病気で亡くしており、母親の死後は妹と共に施設で育つ。父親はいるものの、母親の存命中から酒浸りで家の生活費にまで手を出したり、暴力行為を繰り返したりしていた為（ラビチャ内に、母親をかばって父親によく殴られたと発言があり、環自身も父親からの暴力を受けていた様子）、父親と離されて施設に預けられた。その後、妹の理（あや）は養子として貰われていったが、里親が経営する会社が倒産したことで連絡が取れなくなってしまった。環がアイドルになることを決意した理由は、行方がわからない妹に自分を見つけてもらい、一緒に暮らすためである。2部で妹と再会するが、自分と一緒に暮らすことを拒否された。妹と自分を引き離している元凶の九条を「敵」と認識している一方、自分の意志で自分と暮らすよりも九条のところにいることを選び、アイドルを目指そうとする妹に複雑な感情を抱いている。
逢坂 壮五（おうさか そうご）
声 - 阿部敦
身長 - 175cm / 体重 - 55kg / 靴のサイズ - 26cm / 誕生日 - 5月28日 / 年齢 - 20歳 / 星座 - 双子座 / 血液型 - A型 / 出身地 - 東京都 / 記号 - メゾフォルテ / メンバーカラー - 紫
好きなもの - 音楽制作、ロック全般 / 嫌いなもの -リアクション芸
真面目で優しい好青年。IDOLiSH7内ユニット「MEZZO"」のメンバー。作曲の才能があり、実際に何曲か作曲もしている。
売れないながらも音楽を心から愛するミュージシャンであった叔父の影響を受け、家族の反対を押し切ってアイドルになることを決意した。事務所入社の理由は、音楽に関わっていきたいという自分自身の願いを叶えるため、だけでなく、叔父の生き方を否定する周囲の人々に対し、叔父の人生は幸せであったことを証明するためでもある。
環が部屋から出てこないのを理由にドアの鍵を電動スクリュードライバーで破壊するなど、普段は温厚ながらもタガが外れると暴走する傾向にある。美術方面の腕前は壊滅的で、おどろおどろしい物体を生み出している。また、酔うと「ワガママ御曹司モード」となり、一人称が「そーちゃん」、環のことを「たぁくん」と呼ぶなど性格が一変する。
実は大企業・ファイブスターカンパニー（FSC）の社長の御曹司であるが、当初はメンバーに素性を隠していた。
六弥 ナギ（ろくや ナギ）
声 - 江口拓也
身長 - 180cm / 体重 - 71kg / 靴のサイズ - 28cm / 誕生日 - 6月20日 / 年齢 - 19歳 / 星座 - 双子座 / 血液型 - AB型 / 出身地 - ノースメイア / 記号 - ナチュラル / メンバーカラー - 黄
好きなもの− アニメ、ゲーム / 嫌いなもの− 日本の暑さ、注射
北欧系ハーフ。ノースメイアの第二王子である。
容姿端麗であり、甘い言葉で女性をすぐに口説く。日本のアニメやドラマが大好きで、現在はアニメ『魔法少女まじかる★ここな』がお気に入り。メンバーに自分の好きな物を強引に勧める事もしばしば。幼い頃から友人と呼べる相手がいなかった為（桜春樹を除く）メンバーの事が大好きであり、とても大切にしている。メンバー間でいざこざがあった際に、真っ先に仲裁へ入るのもナギである。普段は片言風の日本語で話すが、ゆっくりめであれば流暢に話すこともできる。日本語の他にはドイツ語やノルウェー語、フランス語、イタリア語、中国語、英語（母国語は英語ではない）を使いこなすマルチリンガルである。第三部では沖縄方言を習得したようで、十と沖縄弁で会話をしていた。
七瀬 陸（ななせ りく）
声 - 小野賢章
身長 - 173cm / 体重 - 58kg / 靴のサイズ - 26.5cm / 誕生日 - 7月9日 / 年齢 - 18歳 / 星座 - 蟹座 / 血液型 - O型 / 出身地 - 東京都 / 記号 - ダブルシャープ / メンバーカラー - 赤
好きなもの - 歌をうたうこと、はちみつ入りのホットミルク / 嫌いなもの -料理
素直で努力家、頼まれると断れないお人よし。呼吸器系の持病があり、子供の頃は現在よりも病弱だった。病院での入院生活が長かった為か世間知らずな一面がある。高い歌唱力の持ち主だが、持病の発作が起こる事があり、一織からは様々な意味を込めて「爆弾」と称される。
両親が昔小さなショークラブを経営していた。
一織とは度々喧嘩になるが、そういったやりとりをする友人が今までいなかったため喧嘩の中にも少し楽しさを覚えている。素直で穏やかな気質である為、よくメンバーとはしゃぐ姿が見られたり、人好きのする性格からか毒気を抜かれる人も多く、大和や天とのやりとりでは甘え上手な一面も見られる。しかしその穏やかな気質とは裏腹に、兄である天とは違った角度から、デリカシーのない発言や容赦のない言葉を放つことがあるが、どれも本人にとっては悪気のない発言である。

### TRIGGER
八乙女事務所に所属する八乙女楽、九条天、十龍之介の３人グループ。常にプロとして完璧なものを魅せるストイックな姿勢は、他のアイドルからも尊敬を集める。ライブや舞台でも実力を遺憾なく発揮する一方、近年は様々なジャンルの番組に出演するなど、ファンに多彩な表情を届けている。
数字は「八」 - 「十」。
八乙女 楽（やおとめ がく）
声 - 羽多野渉
身長 - 183cm / 体重 - 72kg / 靴のサイズ - 27.5cm / 誕生日 - 8月16日 / 年齢 - 22歳 / 星座 - 獅子座 / 血液型 - B型 / 記号 - ト音記号 / メンバーカラー - グレー
好きなもの - 蕎麦、映画 / 嫌いなもの - 筋の通ってないこと
TRIGGERのリーダーで、八乙女事務所社長・八乙女宗助の息子。
「抱かれたい男No.1」に輝きドラマやCMに引っ張りだこの売れっ子アイドル。クールなキャラで売っているが、実際は情に厚く面倒見の良い熱血漢で、本来の自分とは異なるキャラを売り出されることに葛藤がある。負けず嫌いで口が悪く、ファンの望むアイドルに徹するという正反対のポリシーを持つ同グループの九条天とは衝突することもあるが、メンバーのことを誇り尊敬している。紡のことをよく気にかけている。
九条 天（くじょう てん）
声 - 斉藤壮馬
身長 - 173cm / 体重 - 58kg / 靴のサイズ - 26.5cm / 誕生日 - 7月9日 / 年齢 - 18歳 / 星座 - 蟹座 / 血液型 -  A型 / 記号 - ハ音記号 / メンバーカラー - 淡ピンク
好きなもの - 猫、ファンの方の笑顔 / 嫌いなもの - 熱いお風呂
完璧主義者かつ、実力主義。
表向きは「現代の天使」だが、楽や龍をはじめとする仲間に対しては毒舌であり、楽には二重人格だと揶揄されている。
陸の双子の兄。両親の営んでいたショークラブが経営不振に陥った際に、九条鷹匡に養子として引き取られている。
普段はプロ意識の高さ故自分にも他人にも厳しいが、時折18歳らしい一面を見せることも。多くの人間を振り回す義父に対し思うところはあるものの、情緒不安定に陥りやすい一面に憐れむ気持ちが勝ってしまい、なかなか本音で向き合えないでいる。楽や陸曰く、情に脆い。
十 龍之介（つなし りゅうのすけ）
声 - 佐藤拓也
身長 - 190cm / 体重 - 83kg / 靴のサイズ - 28cm / 誕生日 - 10月12日 / 年齢 - 23歳 / 星座 - 天秤座 / 血液型 - O型 / 記号 - ヘ音記号 / メンバーカラー - 青緑
好きなもの - 沖縄料理,お酒/ 嫌いなもの - 写真を撮ること
気が優しく温厚でシャイな性格だが、事務所に危険でセクシーなワイルドキャラとして売り込まれ、困惑している。
沖縄のホテル王の息子だと公表しているが、ホテル王は母親の再婚相手であり、実父は漁師である。上京当初は方言が抜けず、八乙女宗助に言われて標準語に直したものの、現在でも酔ったり、気が緩んだりした際には方言が出ることがある。

### Re:vale
岡崎事務所に所属する百、千の２人グループ。
“絶対王者”の異名を持ち、数々の賞を総なめにしてきた。
圧倒的なライブパフォーマンスと先進的でエンタメに富んだ２人の活動は、あらゆるエンターテインメントジャンルでアイドル界を牽引している。
数字は「百」と「千」。
百（もも）
声 - 保志総一朗
身長 - 173cm / 体重 - 63kg / 靴のサイズ - 27cm / 誕生日 - 11月11日 / 年齢 - 25歳 / 星座 - 蠍座 / 血液型 - O型 / 記号 - リピート / メンバーカラー - ビビットピンク
好きなもの - アウトドア、ドライブ / 嫌いなもの - 整理整頓、家事全般
常に明るく、テンションが高め。周囲をよく見ていて、物事が円滑に進むように働きかけることが出来るため、バラエティ番組での需要が高い。芸能界での交友関係が広い。高校時代はサッカー部の主将を務めており、全国大会の決勝戦まで勝ち進むほどの実力者であった。現在も運動好きであり、芸能界運動部を結成。運動部メンバーには和泉三月や十龍之介などがいる。相方の千とは公私共に仲が良い。ボケ担当。
2017年6月19日公開の第3部にて公開されたフルネームは『春原百瀬（すのはら ももせ）』。
千（ゆき）
声 - 立花慎之介
身長 - 178cm / 体重 - 60kg / 靴のサイズ - 28cm / 誕生日 - 12月24日 / 年齢 - 26歳 / 星座 - 山羊座 / 血液型 - AB型 / 記号 - リピート / メンバーカラー - 黄緑
好きなもの - 音楽作製、料理 / 嫌いなもの - 寒さ
クールな見た目の印象に反して、後輩思いで、気遣いのできる優しさの持ち主。Re:valeの作曲も手掛けている。演技力が評価されており、ドラマや映画への出演が多い。ツッコミ担当ではあるが、ボケを流すことや更に重ねることも多くある。
IDOLiSH7の二階堂大和とは昔馴染みである。大和の反応を伺ったり、映画の出演を誘ったりするなど気に掛けている。
2017年5月18日公開の第3部にて公開されたフルネームは『折笠千斗（おりかさゆきと）』。

### ŹOOĻ
ツクモプロダクションに所属する亥清悠、狗丸トウマ、棗巳波、御堂虎於の４人グループ。
センセーショナルなステージで鮮烈デビューを果たし、その大胆不敵さで多くのファンを魅了している。
海外のロックフェス参加や、連続ドラマにメンバー全員が出演するなど活躍の場を広げている。
亥清 悠（いすみ はるか）
声 - 広瀬裕也
身長 - 170cm / 体重 - 56kg / 靴のサイズ - 26cm / 誕生日 - 12月6日 / 年齢 - 17歳 / 星座 - 射手座 / 血液型 - B型 / 記号 - フェルマータ / メンバーカラー - ターコイズ
好きなもの - 甘いもの、ゲーム / 嫌いなもの - 粉薬
ŹOOĻの最年少で、ボーカル担当。一織・環と同じ高校に通う。
甘いものが好き。友達の女の子に作ってもらった特殊なドーナツを、まずいと思いつつ、いつも綺麗に食べる。
目標に向かってひたむきに努力する素直な少年だったが、とある一件をきっかけに、歪んでしまう。
狗丸 トウマ（いぬまる とうま）
声 - 木村昴
身長 - 176cm / 体重 - 64kg / 靴のサイズ - 27.5cm / 誕生日 - 11月29日 / 年齢 - 20歳 / 星座 - 射手座 / 血液型 - A型 / 記号 - セーニョ / メンバーカラー - ダークレッド
好きなもの - 肉料理、ロック全般 / 嫌いなもの - どこからでも開けられますの袋
ブラホワ出場経験があるNO_MADに所属していた、ŹOOĻのボーカル担当。
仲間意識が強く、メンバーと打ち解けたいと思っているが、いつも1人から回ってしまう。
言葉や態度の節々から性格の良さがにじみ出るが、本人は悪でいようとする。
御堂 虎於（みどう とらお）
声 - 近藤隆
身長 - 185cm / 体重 - 80kg / 靴のサイズ - 28.5cm / 誕生日 - 3月15日 / 年齢 - 21歳 / 星座 - 魚座 / 血液型  - O型 / 記号 - [シミレ](･//･) / メンバーカラー - ロージーブラウン
好きなもの - アクション映画、ヒーロー / 嫌いなもの - 狭いところ
高級ホテルチェーンを経営している一族の息子。ŹOOĻのパフォーマー担当。
去る者は追わず、来るものは拒まずで、世の女性を侍らせている。
ヒーローアクションが好きな普通の好青年であったが、周囲から求められる自分自身とのギャップに悩み、奔放な生き方になってしまう。
棗 巳波（なつめ みなみ）
声 - 西山宏太朗
身長 - 174cm / 体重 - 58kg / 靴のサイズ - 27cm / 誕生日 - 6月8日 / 年齢 - 19歳 / 星座 - 双子座 / 血液型 - AB型 / 記号 - ペダル記号(✼) / メンバーカラー - アイボリー
好きなもの - ご飯を食べること、ピアノ / 嫌いなもの - 人混み
幼少期より子役として活躍している、ŹOOĻのパフォーマー担当。
俳優としては星影芸能事務所に所属し、業務提携という形でŹOOĻとしてツクモプロダクションに所属している。
物腰が柔らかく、丁寧な口調で話すが、言葉にわざと悪意をにじませることがある。
占いが得意。ノースメイアへの留学経験がある。頭が切れる。

### 小鳥遊事務所
小鳥遊 紡（たかなし つむぎ）
声 - 佐藤聡美（テレビアニメ）
年齢 - 18歳
本作の主人公でIDOLiSH7のマネージャー。音晴の娘。苗字のみ固定で名前はプレイヤーが自由に変更可能。幼い頃に母親を亡くしている。アプリ初期は種村有菜デザインの衣装のみだったがアニメからスーツやオフィスカジュアル系の衣装が追加された。
小鳥遊 音晴（たかなし おとはる）
声 - 千葉進歩
身長 - 177cm / 年齢 - 48歳
IDOLiSH7が所属する小鳥遊事務所の社長にして、紡の父。わさびが苦手。妻の結と八乙女宗助とはツクモプロで共に働いていた過去がある。
大神 万理（おおがみ ばんり）
声 - 興津和幸
身長 - 180cm / 年齢 - 27歳 / 誕生日 - 9月8日
好きなもの - 和食料理 / 嫌いなもの - 虫
小鳥遊事務所を支える有能事務員。
3部からは事務員からMEZZO"のマネージャーになる。
学生時代に友達の紹介で千と出会い、Re:valeを結成。ライブで『未完成な僕ら』を歌っている最中、落ちてきた照明機材での負傷を機に失踪。のちに小鳥遊事務所に入社する。
きなこ
声 - 佐藤聡美
事務所で飼われているウサギ。「みゅ」と個性的な鳴き声で鳴く。

### 八乙女事務所
八乙女 宗助（やおとめ そうすけ）
声 - 小西克幸
身長 - 185cm / 年齢 - 48歳
TRIGGERが所属していた八乙女芸能事務所の社長で、八乙女楽の実父。
姉鷺 カオル（あねさぎ カオル）
声 - 川原慶久
身長 - 178cm
TRIGGERのマネージャー。オネエ口調で話す。六弥ナギの大ファンであることを立場上隠しているが、情報通の百に知られてしまい、利用されたことがある。
日向アキヒト
声 - 柳田淳一
TRIGGERの作曲家。スランプに陥っている。

### 岡崎事務所
岡崎 凛人（おかざき りんと）
声 - 古川慎
身長 - 173cm / 年齢 - 27歳
兄の経営する事務所でRe:valeのマネージャーをしている。愛称は「おかりん」
岡崎 凛太郎（おかざき りんたろう）
声 - 中村悠一
年齢 - 30歳
岡崎 凛人の3歳上の兄。Re:valeが所属している岡崎事務所の社長。
公式ノベライズ「Re:member」に登場

### ツクモプロダクション
月雲 了（つくも りょう）
声 - 高橋広樹
身長 - 178cm / 年齢 - 30歳
ŹOOĻをプロデュースするツクモプロダクションの新社長。
もともと兄が社長として就任していたが、経営が傾き、了が継ぐかたちになった。
アイドルそのものに異常なまでの憎悪を抱いており、アイドル業界を地盤から崩そうと考えている。
宇都木 士郎 （うつぎ しろう）
声 - 櫻井孝宏
身長 - 178cm / 年齢 - 35歳
ŹOOĻの新チーフマネージャー
2021年1月1日に公開されたお正月特別ストーリー「祝賀の寄席 日々是好日」にて初登場。ŹOOĻの4人に友好的に接している。

### 芸能関係者
ゼロ
15年前に失踪した伝説のアイドル。
第2部では彼を巡ってアイドル達に様々な困難が巻き起こる。失踪の理由、現在の行方は不明。いまだにビジュアル、声などの情報がほとんど明かされていない。
千葉 志津雄（ちば しづお）
声 - 立木文彦
星影芸能事務所に所属する大御所俳優。海外でも知名度が高い。大和の父親。
ミスター下岡
声 - 高木渉
名MC。IDOLiSH7に目をかけ、頻繁に自分の番組に起用している。ツクモプロダクションに所属している。
桜 春樹（さくら はるき）
声 - 関智一
IDOLiSH7の楽曲の作曲者で、ナギ・巳波の友人。
以前はゼロの作曲を担当していた。
失踪した桜春樹から譲り受けていた楽曲を小鳥遊事務所に送っていたのはナギである。
九条 鷹匡（くじょう たかまさ）
声 - 津田健次郎
舞台演出のスペシャリスト。舞台演出ではHaw9という名義を使用。以前はゼロのマネージャーとして活動し彼のライブの演出等も手掛けていたが、失踪後はゼロを超えるアイドルの育成を目指している。
天と理の養父。理をアイドルの原石として見初め、理を養父母から引取り、共に暮らしている。ゼロを超える可能性を秘めている天に執着している。亥清悠を手掛けていた時期もある。普段は穏やかな物言いの紳士だが、ゼロのことになると自分を見失いがちになる。
九条 理（くじょう あや）
声 - 日高里菜
環の生き別れの妹。九条のもとでアイドルになるためのレッスンを受けている。
ここな
声 - 日高里菜
ナギが大ファンなアニメ『魔法少女まじかる★ここな』の主人公。
ダグラス・ルートバンク
声 - 竹内良太
壮五激推しの音楽家。第1部にて、動画サイトでIDOLiSH7を知って気に入り、自身の来日公演の前座を依頼した。出番は少ないがゲームログイン時のボイスに採用されている。

## 書籍
全ての漫画・小説に「種村有菜（キャラクター原案）、バンダイナムコオンライン（原作）」が表記されている。

### 漫画
- 山田のこし（漫画） 『アイドリッシュセブン』 白泉社〈花とゆめコミックススペシャル〉、全7巻
  1. 2015年12月4日発売、ISBN 978-4-592-21201-0
  2. 2016年8月19日発売、ISBN 978-4-592-21202-7
  3. 2016年12月5日発売、ISBN 978-4-592-21203-4
  4. 2017年8月4日発売、ISBN 978-4-592-21204-1
  5. 2018年1月4日発売、ISBN 978-4-592-21205-8
  6. 2018年12月5日発売、ISBN 978-4-592-21206-5
  7. 2019年8月5日発売、ISBN 978-4-592-21207-2
- 種村有菜（漫画）、都志見文太（小説原作） 『アイドリッシュセブン TRIGGER -before The Radiant Glory-』 白泉社〈花とゆめコミックススペシャル〉、2016年8月19日発売、ISBN 978-4-592-21748-0
- 種村有菜（漫画）、都志見文太（小説原作） 『アイドリッシュセブン 流星に祈る』 白泉社〈花とゆめコミックススペシャル〉、全2巻
  1. 2017年8月4日発売、ISBN 978-4-592-21749-7
    - ミニフォトアルバム付き特装版 ISBN 978-4-592-10578-7

  2. 2018年1月4日発売、ISBN 978-4-592-21750-3
    - ミニフォトアルバム付き特装版 ISBN 978-4-592-10583-1
- 種村有菜（漫画）、都志見文太（小説原作） 『アイドリッシュセブン Re:member』 白泉社〈花とゆめコミックススペシャル〉、全3巻
  1. 2018年12月5日発売、ISBN 978-4-592-21878-4
    - 缶バッジ付き特装版 ISBN 978-4-592-10610-4

  2. 2019年8月5日発売、ISBN 978-4-592-21879-1
    - アクリルスタンド付き特装版 ISBN 978-4-592-10614-2

  3. 2019年12月20日発売、ISBN 978-4-592-22724-3
    - 「未完成な僕ら」CD付き特装版 ISBN 978-4-592-10616-6

### 小説
- 都志見文太（小説）、種村有菜（イラスト）『小説 アイドリッシュセブン 流星に祈る』 白泉社〈花とゆめコミックススペシャル LaLa Novels〉
  - 2015年12月4日発売、ISBN 978-4-592-21747-3
- 佐々木禎子（小説）、種村有菜（イラスト）『小説 アイドリッシュセブン アイナナ学園』 白泉社〈花とゆめコミックススペシャル LaLa Novels〉
  - 2018年1月4日発売、ISBN 978-4-592-21848-7
- 都志見文太（小説）、種村有菜（イラスト）『小説 アイドリッシュセブン Re:member』 白泉社〈花とゆめコミックススペシャル LaLa Novels〉
  - 2018年12月5日発売、ISBN 978-4-592-21880-7

### その他
- 『アイドリッシュセブン オフィシャルファンブック』 KADOKAWA、2016年3月12日発売、ISBN 978-4-04-865802-7
- 『アイドリッシュセブン オフィシャルファンブック2』 KADOKAWA、2017年8月19日発売、ISBN 978-4-04-892442-9
- 『アイドリッシュセブン オフィシャルファンブック3』 KADOKAWA、2019年3月20日発売、ISBN 978-4-04-893957-7
- 『アイドリッシュセブン クリアファイルBOOK』 宝島社、2018年1月30日発売、ISBN 978-4-8002-8071-8
- 『アイドリッシュセブン 3ポケットトートバッグBOOK』 宝島社、2018年6月26日発売、ISBN 978-4-8002-8084-8
- 『アイドリッシュセブン マネージャーボストンバッグBOOK』 宝島社、2019年6月17日発売、ISBN 978-4-8002-9497-5

## アニメ

### テレビアニメ
2016年8月19日にニコニコ生放送『キミと愛ドリッシュないと！ supported by animelo mix』にてアニメ化が発表された。第1期は2018年1月から5月までTOKYO MXほかにて放送された。初回は2話連続でなおかつ1時間の特別番組として放送され、最終回も2話連続でなおかつ1時間の特別番組として放送された。
第2期『アイドリッシュセブン Second BEAT!』は2018年7月に製作が発表され、2020年4月から放送を開始。新型コロナウイルスの感染拡大に伴う制作遅延により第5話以降の放送・配信延期を挟んだ後、同年10月より改めて1話から放送をやり直し、12月まで放送された。放送再開に伴い花王のヘアスタイリング・ヘアカラー剤ブランドであるリーゼから単発用ヘアカラー剤である1DAYヘアモンスターのアンバサダーに就任したり、ヤマト運輸とのコラボでCMイメージキャラクターとして任命した。
第3期『アイドリッシュセブン Third BEAT!』は第2期最終回放送後に製作が発表され、分割2クールで第1クールは2021年7月から9月まで放送された。第2クールは第14話 - 第26話が2022年10月から12月まで、第27話 - 第30話が2023年2月に放送された。
第1期の劇場総集編および第4期は2025年1月に製作が発表された。

#### スタッフ
|                                     | 第1期                                | 第2期                                | 第3期                                |
| ----------------------------------- | ------------------------------------ | ------------------------------------ | ------------------------------------ |
| 原作                                | バンダイナムコオンライン、都志見文太 | バンダイナムコオンライン、都志見文太 | バンダイナムコオンライン、都志見文太 |
| 監督・ライブパート 絵コンテ・演出   | 別所誠人                             | 別所誠人                             | 別所誠人                             |
| シリーズ構成                        | 関根アユミ                           | 関根アユミ                           | 関根アユミ                           |
| スーパーバイザー                    | あおきえい                           | あおきえい                           | あおきえい                           |
| キャラクター原案                    | 種村有菜                             | 種村有菜                             | 種村有菜                             |
| アニメーション キャラクターデザイン | 深川可純                             | 深川可純                             | 深川可純                             |
| ライブパート作画監督                | 友岡新平                             | 奥田淳                               | N/A                                  |
| 美術監督                            | 高橋麻穂                             | 葛琳                                 | 葛琳                                 |
| 美術設定                            | 高橋麻穂                             | 高橋麻穂                             | N/A                                  |
| 色彩設計                            | 篠原真理子                           | 篠原真理子                           | 篠原真理子                           |
| 2Dデザイン                          | 髙橋清太                             | 髙橋清太                             | 髙橋清太                             |
| 2Dデザイン                          | 志野木良太                           | N/A                                  | N/A                                  |
| 撮影監督                            | 津田涼介                             | 津田涼介                             | 津田涼介                             |
| CGディレクター                      | ヨシダ.ミキ                          | ヨシダ.ミキ                          | ヨシダ.ミキ                          |
| 3Dワークス                          | 井口光隆                             | 井口光隆                             | 井口光隆                             |
| 編集                                | 右山章太                             | 右山章太                             | 右山章太                             |
| 監督補佐                            | N/A                                  | N/A                                  | 志賀翔子                             |
| 音響監督                            | 濱野高年                             | 濱野高年                             | 濱野高年                             |
| 音楽                                | 加藤達也                             | 加藤達也                             | 加藤達也                             |
| 音楽制作                            | ランティス                           | ランティス                           | ランティス                           |
| 音楽プロデューサー                  | 鈴木めぐみ                           | 十河大和                             | 十河大和                             |
| チーフプロデューサー                | 兼平友和                             | 兼平友和                             | 根岸綾香 加戸裕子                    |
| チーフプロデューサー                | 近藤文吾                             | 田中太郎、鈴木めぐみ                 | 根岸綾香 加戸裕子                    |
| プロデューサー                      | 根岸綾香、内海慶美                   | 根岸綾香、内海慶美                   | 山田香織                             |
| プロデューサー                      | N/A                                  | 鈴木麗                               | 鈴木麗                               |
| エグゼクティブ プロデューサー       | 下岡聡吉、大河原健                   | 下岡聡吉、大河原健                   | 下岡聡吉、大河原健                   |
| エグゼクティブ プロデューサー       | 櫻井優香                             | 櫻井優香                             | 鈴木めぐみ                           |
| アニメーション プロデューサー       | 笠原直徒                             | 笠原直徒                             | 笠原直徒                             |
| オープニング アニメーション制作     | 神風動画                             | 神風動画                             | TROYCA                               |
| アニメーション制作                  | TROYCA                               | TROYCA                               | TROYCA                               |
| 製作                                | アイナナ製作委員会                   | アイナナ製作委員会                   | アイナナ製作委員会                   |

#### 主題歌
オープニングテーマ
「WiSH VOYAGE」
第1期オープニングテーマ。作詞は真崎エリカ、作曲・編曲はkz、歌はIDOLiSH7。第1話ではエンディングテーマはインストルメンタル版として使用。第3、17話ではエンディングテーマとして使用。第15話では、映像が一部異なっている。
「DiSCOVER THE FUTURE」
第2期オープニングテーマ。作詞は結城アイラ、作曲・編曲はkz、ストリングアレンジは真部裕、歌はIDOLiSH7。
「THE POLiCY」
第3期第1クールオープニングテーマ。作詞は真崎エリカ、作曲・編曲は伊藤賢、歌はIDOLiSH7
「WONDER LiGHT」
第3期第2クールオープニングテーマ。作詞は真崎エリカ、作曲・編曲はAyase、歌はIDOLiSH７
エンディングテーマ
「Heavenly Visitor」
第1期エンディングテーマ。作詞は結城アイラ、作曲は原田篤、編曲は山本恭平、歌はTRIGGER。
「雨」
第1期第12話のエンディングテーマ。作詞はShogo、作曲はShogoと早川博隆、編曲は早川博隆、歌はMEZZO"。
「DESTINY」
『Vibrato』第1、2話エンディングテーマ。作詞は結城アイラ、作曲・編曲は草野将史、歌はTRIGGER。
「ミライノーツを奏でて」
第2期エンディングテーマ。作詞は真崎エリカ、作曲・編曲は山本玲史、編曲は川崎智哉、歌はRe:vale。
「PLACES」
第3期第1クールエンディングテーマ。作詞は結城アイラ、作曲・編曲は陶山隼、歌はTRIGGER。
「IMPERIAL CHAIN」
第3期第2クールエンディングテーマ。作詞は結城アイラ、作曲・編曲は本田光史郎、歌はŹOOĻ。

挿入歌
「MONSTER GENERATiON」
第1期第2、3、6、10、12、16話で使用。作詞は真崎エリカ、作詞・作曲はkz、歌はIDOLiSH7。
「Magical Power」
第1期第3話で使用。劇中アニメ『魔法少女まじかる★ここな』のオープニングテーマ。作詞は知念結、作曲・編曲は佐々木裕、歌はここな（日高里菜）。
「えがおのつづき」
第1期第3話で使用。劇中アニメ『魔法少女まじかる★ここな』のエンディングテーマ。作詞は真崎エリカ、作曲・編曲は佐々倉有吾、歌はここな（日高里菜）。
「SECRET NIGHT」
第1期第4、7、8話で使用。作詞は結城アイラ、作曲・編曲は木下智哉、歌はTRIGGER。
「Joker Flag」
第1期第5、6話で使用。作詞は真崎エリカ、作曲・編曲はAstroNoteS、歌はIDOLiSH7。
「Dancing∞BEAT!!」
第1期第6、7、12話および第2期第3話で使用。作詞は結城アイラ、作曲・編曲は渡辺和紀、歌はIDOLiSH7。第2期第3話では九条天（斉藤壮馬）が七瀬陸（小野賢章）の代役として歌唱したバージョンが使用された。
「TODAY IS」
第8話でエンディングテーマの代わりに使用。作詞は真崎エリカ、作曲・編曲は岡本健介、歌はIDOLiSH7。
「NATSU☆しようぜ！」
第1期第11、13、14で使用。作詞は結城アイラ、作曲・編曲は河田貴央、歌はIDOLiSH7（第11、14話）、TRIGGER（第11、13話）。
「miss you...」
第1期第10、12話で使用。作詞はyozuca*、作曲・編曲は岡本健介、歌はMEZZO"。
「ピタゴラス☆ファイター」
第1期第12話で使用。作詞は真崎エリカ、作曲・編曲は野井洋児、歌はIDOLiSH7。
「Fly away!」
第1期第12話で使用。作詞はyozuca*、作曲・編曲はShinnosuke、歌はIDOLiSH7。
「GOOD NIGHT AWESOME」
第1期第14話で使用。作詞は結城アイラ、作曲・編曲は渡辺未来、歌はIDOLiSH7。
「DIAMOND FUSION」
第1期第16話で使用。作詞は結城アイラ、作曲・編曲は中土智博、歌はTRIGGER。
「MEMORiES MELODiES」
第1期第17話で使用。作詞は真崎エリカ、作曲・編曲は渡辺未来、歌はIDOLiSH7。
「Leopard Eyes」
第1期第17話で使用。作詞は結城アイラ、作曲・編曲はShinnosuke、歌はTRIGGER。

#### 各話リスト

##### 第1期
| 話数 | サブタイトル           | 脚本         | 絵コンテ     | 演出            | 作画監督 | 総作画監督                     | 初放送日      |
| ---- | ---------------------- | ------------ | ------------ | --------------- | --- | ------------------------------ | ------------- |
| #01  | shaking your heart     | 関根アユミ   | 別所誠人     | 別所誠人        | 猪股雅美 | -                              | 2018年 1月1日 |
| #02  | はじまりのステージ     | 関根アユミ   | 別所誠人     | 別所誠人        | 岡崎洋美 古矢好二 加藤里香 森美幸 丸岡功治                                                                                | 友岡新平 サトウミチオ 猪股雅美 | 2018年 1月1日 |
| #03  | それぞれの気持ち       | 関根アユミ   | 林宏樹       | 川久保圭史      | 菊池功一 西村幸恵 國井実可子                                                                                              | 猪股雅美 サトウミチオ          | 1月7日        |
| #04  | プロの覚悟             | 関根アユミ   | 渡部周       | 渡部周          | 加藤里香 古矢好二 丸岡功治                                                                                                | サトウミチオ                   | 1月14日       |
| #05  | 秘密                   | 冨田頼子     | 喜多幡徹     | 井之川慎太郎    | 津熊建徳 斎藤雅和 服部憲知                                                                                                | 猪股雅美 サトウミチオ          | 1月21日       |
| #06  | 雨の中の凱旋           | 中西やすひろ | 川奈可奈     | 川奈可奈        | 森美幸 岡崎洋美 | 猪股雅美 サトウミチオ          | 1月28日       |
| #07  | ひとすじの光           | 冨田頼子     | 林宏樹       | 冴島啓          | 池田広明 熊田亜輝 加藤里香 久松沙紀                                                                                       | 猪股雅美 サトウミチオ          | 2月4日        |
| #08  | プリーズ、ミュージック | 関根アユミ   | 林宏樹       | 馬川奈央        | 古矢好二 鈴木勇 中村真由美 丸岡功治 岡崎洋美 加藤里香 諸石美雪 山本碧 熊田亜輝 久松沙紀 森下知恵 森前和也 森美幸          | 猪股雅美 サトウミチオ          | 2月11日       |
| #09  | 大切な時間             | 綾奈ゆにこ   | 加藤誠       | 加藤誠          | 合田浩章 大橋知華 | -                              | 2月18日       |
| #10  | 広がる世界             | 中西やすひろ | 日下部智津子 | 鳥井聖美        | 松林志穂美 日下部智津子                                                                                                   | 日下部智津子                   | 2月25日       |
| #11  | 夏のゆくえ             | 関根アユミ   | 渡部周       | 渡部周          | 古矢好二 森前和也 森美幸 加藤里香 丸岡功治 鈴木勇 山本碧                                                                  | サトウミチオ 合田浩章 猪股雅美 | 3月4日        |
| #12  | 5人と2人               | 綾奈ゆにこ   | 林宏樹       | 志賀翔子        | 牧野竜一 合田浩章 松本昌子 大橋知華 岡崎洋美 杉本幸子 森前和也 古矢好二 ハンミンギ 志賀道憲 佐藤弘明 川口太詩             | 猪股雅美 サトウミチオ          | 3月11日       |
| #13  | 失われたもの           | 冨田頼子     | 川奈可奈     | 川奈可奈        | 合田浩章 松本昌子 森美幸 加藤里香 森前和也 古矢好二 中村真由美 丸岡功治 熊田亜輝 山本碧 大橋知華                          | 猪股雅美 サトウミチオ          | 3月18日       |
| #14  | あの歌をもう一度       | 中西やすひろ | 林宏樹       | 菱川直樹        | 牧野竜一 松本昌子 合田浩章 森前和也 大橋知華 古矢好二 柏木信弘 飯飼一幸                                                   | 猪股雅美 サトウミチオ          | 3月25日       |
| #15  | 閉じられる扉           | 関根アユミ   | 池端隆史     | 馬川奈央 渡部周 | 合田浩章 松本昌子 友岡新平 杉本幸子 加藤里香 岡崎洋美 丸岡功治 森美幸 古矢好二 山本碧 池田広明 熊田亜輝 森前和也 久松沙紀 | 猪股雅美 サトウミチオ          | 4月1日        |
| #16  | ゼロ地点の決意         | 関根アユミ   | 林宏樹       | 志賀翔子        | 杉本幸子 岡崎洋美 加藤里香 古矢好二 森前和也 山本碧 丸岡功治                                                              | 猪股雅美 サトウミチオ          | 5月19日       |
| #17  | making the dream       | 関根アユミ   | 別所誠人     | 別所誠人        | 牧野竜一 加藤里香 森美幸 山本碧 丸岡功治 杉本幸子 熊田亜輝 岡崎洋美 鈴木勇                                                | 猪股雅美 サトウミチオ          | 5月19日       |

##### 第2期
| 話数 | サブタイトル        | 脚本         | 絵コンテ   | 演出       | 作画監督                                 | 総作画監督   | 初放送日      |
| ---- | ------------------- | ------------ | ---------- | ---------- | ---------------------------------------- | ------------ | ------------- |
| #01  | 新しい扉            | 関根アユミ   | 別所誠人   | 別所誠人   | 猪股雅美 鈴木勇                          | 猪股雅美     | 2020年 4月5日 |
| #02  | 揺れる気持ち        | 関根アユミ   | 別所誠人   | 渡部周     | 松本昌子                                 | -            | 2020年 4月5日 |
| #03  | 提案                | 関根アユミ   | 志賀翔子   | 志賀翔子   | 藤中友里 松本昌子 加藤里香               | 猪股雅美     | 4月12日       |
| #04  | あらたなかたち      | 関根アユミ   | 別所誠人   | 高橋順     | 鈴木勇                                   | 猪股雅美     | 4月19日       |
| #05  | 突然の訪問者        | 中西やすひろ | 別所誠人   | 渡部周     | 合田浩章 大橋知華                        | -            | 10月18日      |
| #06  | 声                  | 冨田頼子     | 志賀翔子   | 志賀翔子   | 牧野竜一                                 | 猪股雅美     | 10月25日      |
| #07  | 滲む不協和          | 関根アユミ   | 井出安軌   | 伊福覚志   | 大塚八愛 藤裕子 渡辺浩二 奥田淳 加藤里香 | 猪股雅美     | 11月1日       |
| #08  | 伝えたいんです！    | 中西やすひろ | 林宏樹     | 境隼人     | 中野友貴 佐伯直実                        | 日下部智津子 | 11月8日       |
| #09  | 大切なもの          | 冨田頼子     | 千明孝一   | 高橋順     | 鈴木勇 藤中友里 加藤里香                 | 猪股雅美     | 11月15日      |
| #10  | 期限切れ            | 関根アユミ   | あおきえい | あおきえい | 松本昌子                                 | -            | 11月22日      |
| #11  | 守りたい場所        | 関根アユミ   | 林宏樹     | 林宏樹     | 牧野竜一                                 | -            | 11月29日      |
| #12  | 波紋                | 小川ひとみ   | 中井準     | 高橋順     | 中井準                                   | -            | 12月6日       |
| #13  | 嘘と儀式            | 関根アユミ   | 加藤誠     | 加藤誠     | 合田浩章                                 | -            | 12月13日      |
| #14  | 引き金              | 関根アユミ   | 鳥井聖美   | 境隼人     | 中野友貴 佐伯直実                        | 日下部智津子 | 12月20日      |
| #15  | DiSCOVER THE FUTURE | 関根アユミ   | 別所誠人   | 別所誠人   | 猪股雅美 合田浩章 牧野竜一               | -            | 12月27日      |

##### 第3期
| 話数 | サブタイトル             | 脚本         | 絵コンテ          | 演出              | 作画監督 | 総作画監督                                                  | 初放送日       |
| ---- | ------------------------ | ------------ | ----------------- | ----------------- | --- | ----------------------------------------------------------- | -------------- |
| #01  | 星を覆う雲               | 関根アユミ   | 別所誠人          | 別所誠人 志賀翔子 | 猪股雅美 サトウミチオ                                                                                                   | 猪股雅美                                                    | 2021年 7月4日  |
| #02  | 知らない傷               | 関根アユミ   | あおきえい        | 倉谷涼一          | 奥田淳 | -                                                           | 7月11日        |
| #03  | 亀裂                     | 関根アユミ   | 林宏樹            | 林宏樹            | 松本昌子 | -                                                           | 7月18日        |
| #04  | 心の声                   | 関根アユミ   | あおきえい        | 井之川慎太郎      | 合田浩章 | -                                                           | 7月25日        |
| #05  | 居場所                   | 中西やすひろ | 志賀翔子          | 志賀翔子          | 牧野竜一 | -                                                           | 8月1日         |
| #06  | 届ける想い               | 中西やすひろ | 加藤誠            | 倉谷涼一          | 立川聖治 奥田淳 | 猪股雅美                                                    | 8月8日         |
| #07  | 接触                     | 冨田頼子     | 林宏樹            | 工藤寛顕          | 國井実可子 水野友美子 菊地功一 飯飼一幸                                                                                 | サトウミチオ 奥田淳                                         | 8月15日        |
| #08  | 未完成な僕ら             | 冨田頼子     | あおきえい        | 下平佑一          | 松本昌子 立川聖治 田中春香 森下智恵 村山未菜美 岩田芳美 猪股雅美                                                        | サトウミチオ 奥田淳                                         | 8月22日        |
| #09  | Re:vale                  | 小川ひとみ   | 林宏樹            | 馬川奈央          | 合田浩章 牧野竜一 | -                                                           | 8月29日        |
| #10  | 合宿開始！               | 小川ひとみ   | 倉谷涼一          | 倉谷涼一          | 池田浩章 岩田芳美 小西紗希 立川聖治 手島勇人 中村真由美 村山未菜美 森下智恵                                             | サトウミチオ 奥田淳                                         | 9月5日         |
| #11  | 周到な悪意               | 小川ひとみ   | 林宏樹            | 林宏樹            | 合田浩章 牧野竜一 小西紗希 田中沙希 手島勇人 村山未菜美 森下智恵 In-TaeSun                                              | サトウミチオ 奥田淳 猪股雅美                                | 9月12日        |
| #12  | 簒奪の準備               | 関根アユミ   | あおきえい        | 田中春香          | 合田浩章 サトウミチオ 牧野竜一 森下智恵 池田浩章 田中沙希 小西紗希 立川聖治 手島勇人 丸岡功治                           | サトウミチオ                                                | 9月19日        |
| #13  | 狂気と破壊のテトラルキア | 関根アユミ   | 別所誠人          | 志賀翔子          | 猪股雅美 サトウミチオ 合田浩章 牧野竜一                                                                                 | 猪股雅美 サトウミチオ                                       | 9月26日        |
| #14  | 脅威                     | 関根アユミ   | 志賀翔子          | 熊野千尋          | 猪股雅美 サトウミチオ                                                                                                   | -                                                           | 2022年 10月2日 |
| #15  | 傷つかぬ魂               | 関根アユミ   | 別所誠人          | 羽迫凱            | 牧野竜一 奥田淳 岡崎洋美                                                                                                | -                                                           | 10月9日        |
| #16  | 天使とモンスター         | 関根アユミ   | 別所誠人          | 玉川陽莉          | 森下智恵 高瀬言 西川千尋 吉田徹 SungSan Animation Production                                                            | サトウミチオ 猪股雅美 奥田淳 村山未菜美                     | 10月16日       |
| #17  | 逆転の一手               | 関根アユミ   | 志賀翔子          | 馬川奈央          | 小西紗希 林夏菜 杜野都 San Kim YS Kweon BS Lee                                                                          | サトウミチオ 村山未菜美                                     | 10月23日       |
| #18  | Dear Butterfly           | 小川ひとみ   | 別所誠人 吉田英俊 | 熊野千尋          | 池田浩章 岡崎洋美 加藤里香 西田光洋 森下智恵 猪股雅美                                                                   | サトウミチオ 村山未菜美                                     | 10月30日       |
| #19  | 3人の決意                | 冨田頼子     | 田中春香          | 田中春香          | 黒田直寿 小西紗希 丸岡功治                                                                                              | サトウミチオ 村山未菜美 鈴木勇                              | 11月6日        |
| #20  | 醒めない夢を一緒に       | 関根アユミ   | 別所誠人          | 志賀翔子          | 池田浩章 黒田直寿 林夏菜 西田光洋 森下智恵                                                                              | サトウミチオ 村山未菜美 鈴木勇                              | 11月13日       |
| #21  | 絆と約束                 | 冨田頼子     | 林宏樹            | 岩垂瑞樹          | 岡崎洋美 加藤里香 小松沙奈 丸岡功治 森下智恵 猪股雅美 Kwon YoungSang Lee ByeoungSeok                                    | サトウミチオ 村山未菜美 鈴木勇                              | 11月20日       |
| #22  | Anytime, Anywhere        | 小川ひとみ   | 別所誠人 伊福覚志 | 伊福覚志          | 小川真由美 加藤里香 黒田直寿 小西紗希 西田光洋 藤中有里 森下智恵                                                        | サトウミチオ 鈴木勇 林夏菜 村山未菜美                       | 11月27日       |
| #23  | 歌い続ける覚悟           | 中西やすひろ | 林宏樹            | 中野友貴          | 森下愛美 日下部智津子                                                                                                   | 日下部智津子                                                | 12月4日        |
| #24  | 反撃開始                 | 中西やすひろ | 林宏樹            | 山本隆太          | 兒玉ひかる 承山菜美 | サトウミチオ 鈴木勇 林夏菜 村山未菜美 猪股雅美              | 12月11日       |
| #25  | 裏ミーティング           | 関根アユミ   | 志賀翔子          | 田中春香          | 池田浩章 小川真由美 小松沙奈 西田光洋 藤中友里 丸岡功治 森下智恵 諸石美雪                                               | サトウミチオ 鈴木勇 林夏菜 村山未菜美 猪股雅美              | 12月18日       |
| #26  | Friends Day!             | 関根アユミ   | 志賀翔子          | 志賀翔子          | 池田浩章 岡崎洋美 奥田淳 加藤里香 黒田直寿 小西紗希 小林陽奈 高橋沙江子 森下智恵 諸石美雪 猪股雅美 光の園アニメーション | サトウミチオ 鈴木勇 林夏菜 村山未菜美                       | 12月25日       |
| #27  | 引力                     | 小川ひとみ   | 林宏樹            | 林宏樹            | 池田浩章 岡崎洋美 加藤里香 黒田直寿 小西紗希 小松沙奈 藤中有里 森下智恵 諸石美雪 猪股雅美                               | サトウミチオ 鈴木勇 林夏菜 村山未菜美                       | 2023年 2月5日  |
| #28  | 変わる景色               | 関根アユミ   | 林宏樹            | 山本隆太 渡部周   | 清水明日香 小川真由美 小西紗希 森下智恵 スタジオギガ                                                                    | サトウミチオ 鈴木勇 林夏菜 村山未菜美                       | 2月12日        |
| #29  | 掻き混ぜ零れゆく         | 関根アユミ   | 加藤誠            | 田中春香 志賀翔子 | 池田浩章 岡崎洋美 加藤里香 川上恵里花 小西紗希 小林陽奈 西田光洋 藤中友里 丸岡功治 森下智恵 諸石美雪 スタジオギガ       | サトウミチオ 猪股雅美 鈴木勇 林夏菜 村山未菜美              | 2月19日        |
| #30  | 結ばれる因果             | 関根アユミ   | 別所誠人          | 別所誠人          | 池田浩章 岡崎洋美 小川真由美 加藤里香 黒田直寿 小西紗希 中村真由美 西田光洋 藤中友里 諸石美雪                           | サトウミチオ 猪股雅美 鈴木勇 林夏菜 村山未菜美 日下部智津子 | 2月26日        |

#### 放送局
| 放送日       | 放送時間                     | 放送局       | 対象地域 | 備考                  |
| ------------ | ---------------------------- | ------------ | -------- | --------------------- |
| 2018年1月1日 | 月曜 20:00 - 21:00           | TOKYO MX     | 東京都   |                       |
| 2018年1月3日 | 水曜 0:00 - 1:00（火曜深夜） | BS11         | 日本全域 | BS放送 / 『ANIME+』枠 |
| 2018年1月4日 | 木曜 22:30 - 23:30           | KBS京都      | 京都府   |                       |
|              | 木曜 1:30 - 2:30（水曜深夜） | サンテレビ   | 兵庫県   |                       |
| 2018年1月5日 | 金曜 2:05 - 3:05（木曜深夜） | テレビ愛知   | 愛知県   |                       |
|              | 金曜 1:35 - 2:35（木曜深夜） | テレビ北海道 | 北海道   |                       |
|              | 金曜 2:00 - 3:00（木曜深夜） | TVQ九州放送  | 福岡県   |                       |

| 放送期間               | 放送時間                     | 放送局       | 対象地域 | 備考                  |
| ---------------------- | ---------------------------- | ------------ | -------- | --------------------- |
| 2018年1月7日 - 4月1日  | 日曜 22:30 - 23:00           | TOKYO MX     | 東京都   |                       |
|                        | 日曜 23:00 - 23:30           | KBS京都      | 京都府   |                       |
| 2018年1月8日 - 4月2日  | 月曜 0:30 - 1:00（日曜深夜） | サンテレビ   | 兵庫県   |                       |
|                        | 月曜 2:05 - 2:35（日曜深夜） | テレビ愛知   | 愛知県   |                       |
| 2018年1月10日 - 4月4日 | 水曜 0:00 - 0:30（火曜深夜） | BS11         | 日本全域 | BS放送 / 『ANIME+』枠 |
|                        | 水曜 2:05 - 2:35（火曜深夜） | テレビ北海道 | 北海道   |                       |
|                        | 水曜 2:35 - 3:05（火曜深夜） | TVQ九州放送  | 福岡県   |                       |

| 放送日        | 放送時間                     | 放送局       | 対象地域 | 備考                  |
| ------------- | ---------------------------- | ------------ | -------- | --------------------- |
| 2018年5月19日 | 土曜 19:30 - 20:30           | TOKYO MX     | 東京都   |                       |
| 2018年5月20日 | 日曜 2:50 - 3:50（土曜深夜） | テレビ北海道 | 北海道   |                       |
| 2018年5月21日 | 月曜 2:05 - 3:05（日曜深夜） | テレビ愛知   | 愛知県   |                       |
|               | 月曜 3:35 - 4:35（日曜深夜） | TVQ九州放送  | 福岡県   |                       |
| 2018年5月22日 | 火曜 23:00 - 水曜 0:00       | KBS京都      | 京都府   |                       |
| 2018年5月23日 | 水曜 1:30 - 2:30（火曜深夜） | サンテレビ   | 兵庫県   |                       |
| 2018年5月25日 | 金曜 1:30 - 2:30（木曜深夜） | BS11         | 日本全域 | BS放送 / 『ANIME+』枠 |

インターネットでは、Amazonビデオ・GYAO!ストア・J:COMオンデマンド・TSUTAYA TV・DMM.com・HAPPY動画・バンダイチャンネル・ひかりTV・ビデオパス・ビデオマーケット・みるプラス・Rakuten TV・アニメ放題・U-NEXT、およびアニメイトチャンネル（先行上映版のみ）にて、1・2話先行上映版が2017年11月3日12時より順次配信され、第3話以降が2018年1月8日12時より順次配信されている。
香港では2018年6月9日から無綫電視J2にて2話連続放送。
| 放送日       | 放送時間                     | 放送局       | 対象地域 | 備考                  |
| ------------ | ---------------------------- | ------------ | -------- | --------------------- |
| 2020年4月5日 | 日曜 22:30 - 23:30           | TOKYO MX     | 東京都   |                       |
|              |                              | KBS京都      | 京都府   |                       |
| 2020年4月6日 | 月曜 1:30 - 2:30（日曜深夜） | サンテレビ   | 兵庫県   |                       |
| 2020年4月8日 | 水曜 0:00 - 1:00（火曜深夜） | BS11         | 日本全域 | BS放送 / 『ANIME+』枠 |
|              | 水曜 2:35 - 3:35（火曜深夜） | テレビ愛知   | 愛知県   |                       |
|              |                              | テレビ北海道 | 北海道   |                       |
| 2020年4月9日 | 木曜 2:35 - 3:35（水曜深夜） | TVQ九州放送  | 福岡県   |                       |

| 放送期間                                          | 放送時間                                                                       | 放送局       | 対象地域 | 備考                  |
| ------------------------------------------------- | ------------------------------------------------------------------------------ | ------------ | -------- | --------------------- |
| 2020年4月12日 - 4月19日 2020年10月18日 - 12月27日 | 日曜 22:30 - 23:00（第3・4話） 日曜 23:00 - 23:30（第5話以降）                 | TOKYO MX     | 東京都   |                       |
|                                                   | 日曜 23:00 - 23:30                                                             | KBS京都      | 京都府   |                       |
| 2020年4月13日 - 4月20日 2020年10月19日 - 12月28日 | 月曜 0:30 - 1:00（日曜深夜）                                                   | サンテレビ   | 兵庫県   |                       |
| 2020年4月15日 - 4月22日 2020年10月21日 - 12月30日 | 水曜 0:00 - 0:30（火曜深夜、第3・4話） 水曜 0:30 - 1:00（火曜深夜、第5話以降） | BS11         | 日本全域 | BS放送 / 『ANIME+』枠 |
|                                                   | 水曜 2:35 - 3:05（火曜深夜）                                                   | テレビ愛知   | 愛知県   |                       |
|                                                   |                                                                                | テレビ北海道 | 北海道   |                       |
| 2020年4月16日 - 4月23日 2020年10月22日 - 12月31日 | 木曜 2:35 - 3:05（水曜深夜）                                                   | TVQ九州放送  | 福岡県   |                       |

| 配信開始日    | 配信時間                     | 配信サイト |
| ------------- | ---------------------------- | --- |
| 2020年1月7日  | 火曜 12:00 更新              | YouTube dアニメストア バンダイチャンネル ひかりTV FOD Amazonビデオ GYAO!ストア Playストア TSUTAYA TV DMM.com ニコニコチャンネル HAPPY!動画 ビデオマーケット music.jp ムービーフル Rakuten TV |
| 2020年1月8日  | 水曜 0:00 - 0:30（火曜深夜） | ニコニコ生放送 |
| 2020年1月20日 | 月曜 12:00 更新              | J:COMオンデマンド ビデオパス みるプラス |
| 2020年2月27日 | 木曜 12:00 更新              | hulu |

| 配信開始日                                                          | 配信時間           | 配信サイト |
| ------------------------------------------------------------------- | ------------------ | --- |
| 2020年4月5日                                                        | 日曜 22:30 - 23:00 | ABEMA ニコニコ生放送 |
| 2020年4月7日                                                        | 火曜 22:30 更新    | dアニメストア Amazonビデオ GYAO!ストア Playストア TSUTAYA TV DMM.com ニコニコチャンネル HAPPY!動画 バンダイチャンネル ビデオマーケット music.jp ムービーフル Rakuten TV J:COMオンデマンド TELASA みるプラス |
| 2020年4月13日                                                       | 月曜 12:00 更新    | アニメ放題 FOD hulu U-NEXT |
| ABEMA・ニコニコ生放送のみ初回は2話連続の1時間スペシャルとして配信。 |                    | |

| 放送期間                | 放送時間                     | 放送局         | 対象地域 | 備考                  |
| ----------------------- | ---------------------------- | -------------- | -------- | --------------------- |
| 2021年7月4日 - 9月26日  | 日曜 22:30 - 23:00           | TOKYO MX       | 東京都   |                       |
|                         | 日曜 23:30 - 月曜 0:00       | KBS京都        | 京都府   |                       |
|                         |                              | サンテレビ     | 兵庫県   |                       |
| 2021年7月7日 - 9月29日  | 水曜 0:00 - 0:30（火曜深夜） | BS11           | 日本全域 | BS放送 / 『ANIME+』枠 |
|                         | 水曜 2:35 - 3:05（火曜深夜） | テレビ北海道   | 北海道   |                       |
|                         |                              | テレビ愛知     | 愛知県   |                       |
| 2021年7月8日 - 9月30日  | 木曜 2:15 - 2:45（水曜深夜） | TVQ九州放送    | 福岡県   |                       |
| 2021年9月25日 - 9月26日 | 土曜 20:00 - 翌1:00          | TBSチャンネル2 | 日本全域 | CS放送 / 一挙放送     |

| 配信開始日   | 配信時間               | 配信サイト |
| ------------ | ---------------------- | --- |
| 2021年7月4日 | 日曜 22:30 - 23:00     | ABEMA |
|              | 日曜 23:00 更新        | Amazonプライム・ビデオ GYAO!ストア TSUTAYA TV DMM.com ニコニコチャンネル HAPPY!動画 バンダイチャンネル ひかりTV ビデオマーケット music.jp ムービーフル Rakuten TV |
| 2021年7月7日 | 水曜 12:00 更新        | アニメ放題 dアニメストア hulu U-NEXT |
|              | 水曜 23:30 - 木曜 0:00 | ニコニコ生放送 |

| 放送期間                 | 放送時間                     | 放送局       | 対象地域 | 備考                  |
| ------------------------ | ---------------------------- | ------------ | -------- | --------------------- |
| 2022年10月2日 - 12月25日 | 日曜 22:30 - 23:00           | TOKYO MX     | 東京都   |                       |
|                          | 日曜 23:30 - 月曜 0:00       | KBS京都      | 京都府   |                       |
|                          |                              | サンテレビ   | 兵庫県   |                       |
| 2022年10月3日 - 12月26日 | 水曜 0:00 - 0:30（月曜深夜） | BS11         | 日本全域 | BS放送 / 『ANIME+』枠 |
| 2022年10月4日 - 12月27日 | 水曜 2:35 - 3:05（火曜深夜） | テレビ北海道 | 北海道   |                       |
|                          |                              | テレビ愛知   | 愛知県   |                       |
|                          | 木曜 2:15 - 2:45（水曜深夜） | TVQ九州放送  | 福岡県   |                       |

| 配信開始日    | 配信時間               | 配信サイト |
| ------------- | ---------------------- | --- |
| 2022年10月2日 | 日曜 22:30 - 23:00     | ABEMA |
|               | 日曜 23:00 更新        | Amazonプライム・ビデオ GYAO!ストア TSUTAYA TV DMM.com ニコニコチャンネル HAPPY!動画 バンダイチャンネル ひかりTV ビデオマーケット music.jp ムービーフル Rakuten TV |
| 2022年10月5日 | 水曜 12:00 更新        | アニメ放題 dアニメストア hulu U-NEXT |
|               | 水曜 23:30 - 木曜 0:00 | ニコニコ生放送 |

| 放送期間       | 放送時間                     | 放送局       | 対象地域 | 備考                  |
| -------------- | ---------------------------- | ------------ | -------- | --------------------- |
| 2023年2月5日 - | 日曜 22:30 - 23:00           | TOKYO MX     | 東京都   |                       |
|                | 日曜 23:30 - 月曜 0:00       | KBS京都      | 京都府   |                       |
|                |                              | サンテレビ   | 兵庫県   |                       |
| 2023年2月6日 - | 水曜 0:00 - 0:30（月曜深夜） | BS11         | 日本全域 | BS放送 / 『ANIME+』枠 |
| 2023年2月7日 - | 水曜 2:35 - 3:05（火曜深夜） | テレビ北海道 | 北海道   |                       |
|                |                              | テレビ愛知   | 愛知県   |                       |
|                | 木曜 2:15 - 2:45（水曜深夜） | TVQ九州放送  | 福岡県   |                       |

### スピンオフアニメ
2018年2月17日からはスピンオフアニメ『アイドリッシュセブン Vibrato』がYouTubeにて独占配信された。2019年1月17日よりYouTube Premiumに配信。2023年1月より3週限定で放送予定。
2025年1月にはŹOOĻを主人公としたストーリーである「拮抗のクォーター」の製作が発表された。

#### スタッフ（スピンオフアニメ）
- 原作 - バンダイナムコオンライン、都志見文太
- 監督 - 別所誠人
- シリーズ構成 - 関根アユミ
- スーパーバイザー - あおきえい
- キャラクター原案 - 種村有菜
- アニメーションキャラクターデザイン - 深川可純
- 美術監督 - 高橋美穂
- 美術設定 - 高橋麻穂
- 色彩設計 - 篠原真理子
- 2Dデザイン - 高橋清太
- 撮影監督 - 津田涼介
- CGディレクター - ヨシダ.ミキ
- 3Dワークス - 井口光隆
- 編集：右山章太
- 音響監督 - 濱野高年
- 音楽 - 加藤達也
- 音楽プロデューサー - 鈴木めぐみ
- 音楽制作 - ランティス
- チーフプロデューサー - 兼平友和、近藤文吾
- プロデューサー - 根岸綾香、内海慶美
- エグゼクティブプロデューサー - 下岡聡吉、大河原健、櫻井優香
- アニメーションプロデューサー - 笠原直徒
- アニメーション制作 - TROYCA
- 製作 - バンダイナムコオンライン、バンダイビジュアル・ランティス→バンダイナムコアーツ

#### 挿入歌
「DIAMOND FUSION」
第1話で使用。作詞は結城アイラ、作曲・編曲は中土智博、歌はTRIGGER。

#### 各話リスト（スピンオフアニメ）
| 話数 | サブタイトル                            | 脚本         | 絵コンテ   | 演出     | 作画監督                                                           | 総作画監督            |
| ---- | --------------------------------------- | ------------ | ---------- | -------- | ------------------------------------------------------------------ | --------------------- |
| Ep1  | TRIGGER - before the Radiant Glory 前編 | 中西やすひろ | あおきえい | 馬川奈央 | 合田浩章 猪股雅美                                                  | -                     |
| Ep2  | TRIGGER - before the Radiant Glory 後編 | 中西やすひろ | あおきえい | 馬川奈央 | 猪股雅美 加藤里香 古矢好二 丸岡功治                                | 猪股雅美              |
| Ep3  | 巻き込まれた男 前編                     | 中西やすひろ | 林宏樹     | 渡部周   | サトウミチオ 古矢好二 丸岡功治 岡崎洋美 森美幸 加藤里香            | サトウミチオ          |
| Ep4  | 巻き込まれた男 後編                     | 中西やすひろ | 林宏樹     | 渡部周   | サトウミチオ 古矢好二 丸岡功治 岡崎洋美 森美幸 加藤里香            | サトウミチオ          |
| Ep5  | PARTY TIME TOGETHER 前編                | 綾奈ゆにこ   | 志賀翔子   | 志賀翔子 | 猪股雅美 サトウミチオ 古矢好二 丸岡功治 岡崎洋美 鈴木春香 杉本幸子 | 猪股雅美 サトウミチオ |
| Ep6  | PARTY TIME TOGETHER 後編                | 綾奈ゆにこ   | 志賀翔子   | 志賀翔子 | 猪股雅美 サトウミチオ 古矢好二 丸岡功治 岡崎洋美 鈴木春香 杉本幸子 | 猪股雅美 サトウミチオ |
| Ep7  | NATSU☆しようぜ！ 前編                   | 関根アユミ   | 別所誠人   | 馬川奈央 | 猪股雅美 サトウミチオ 古矢好二 杉本幸子 丸岡功治 成松義人 岡崎洋美 | 猪股雅美 サトウミチオ |
| Ep8  | NATSU☆しようぜ！ 後編                   | 関根アユミ   | 別所誠人   | 馬川奈央 | 猪股雅美 サトウミチオ 古矢好二 杉本幸子 丸岡功治 成松義人 岡崎洋美 | 猪股雅美 サトウミチオ |

#### 放送局（スピンオフアニメ）
| 放送期間                | 放送時間                     | 放送局     | 対象地域 | 備考                  |
| ----------------------- | ---------------------------- | ---------- | -------- | --------------------- |
| 2023年1月8日 - 1月29日  | 日曜 22:30 - 23:00           | TOKYO MX   | 東京都   |                       |
|                         | 日曜 23:30 - 月曜 0:00       | サンテレビ | 兵庫県   |                       |
| 2023年1月9日 - 1月30日  | 水曜 0:00 - 0:30（月曜深夜） | BS11       | 日本全域 | BS放送 / 『ANIME+』枠 |
| 2023年1月10日 - 1月31日 | 水曜 2:35 - 3:05（火曜深夜） | テレビ愛知 | 愛知県   |                       |

### 劇場アニメ
『劇場版アイドリッシュセブン LIVE 4bit BEYOND THE PERiOD』のタイトルで2023年5月20日より公開。

#### 制作（劇場アニメ）
劇場版の制作は、『Mr.AFFECTiON』のミュージックビデオを制作したオレンジが行った。監督を務めた山本健介は、同ミュージックビデオの制作プロデューサーの半澤優樹を通じてオファーが来た際は期待が高まり、オレンジに所属していた錦織博との共同監督と決まった際はうれしかったとCGWORLDとのインタビューの中で振り返っている。山本にとっては初の長編作品であり、錦織から演出面を勉強したいと思いつつ、逆に画づくりの面で貢献したいとも思っていたとも話している。
錦織は制作にあたり、あえて明確な役割分担を設定しなかったとしつつも、プリプロ段階では個性が強い4組が集まった際にどのようなライブをするのかということをオレンジと話し合ったと振り返っており、実際に制作が始まった後は、お互いの得意分野に応じたすみわけが自然とできたのではないかとも話している。
flapper3が手掛けたオープニングの場面は「森羅万象」というキーワードをもとに、海から生まれた大樹と星空が現れるという演出がとられ、メインビジュアルや一部楽曲のステージでも様々な形で用いられた。
劇場版の衣装も「森羅万象」というコンセプトが据えられており、種村のデザイン画をもとにモデリングが行われた。四季を表現するというアイデアは種村の提案であり、ステージ演出の一部にも採用された。このうち、IDOLiSH7の衣装は春をモチーフとしており、陸の場合はドレープを重ねてエレガントな印象を出している。一方、ŹOOĻは夏をモチーフとしており、悠の場合はマントや袖を左右非対称にして、クールでカジュアルな印象を出している。Re:valeの衣装は秋をモチーフとしており、百の場合は豪華な感じを出すために、コインのネックレスや多数の花びらを重ねた造花などが採用されている。TRIGGERの衣装は冬をモチーフとしており、天の場合はシャープでモダンな雰囲気を出すため、キラキラと光るパールやチェーンなどが全身にあしらわれている。また、16人全員が登場する楽曲では、統一感を出すため全員の衣装を白色にしており、マントも除かれた。
16人全員がそろうというアイデアはセットリストに先駆けて検証されており、「16人全員が横に並べる大階段が必要なので、巨大な会場が必要」という意見から、ライブの会場であるレインボーアリーナの設定が生まれた。また、話し合いの中では舞台裏にカメラを入れたり、前日譚を描くというアイデアも出たが、最終的にはアンコールを含めたライブの一部始終を描こうということになり、見せ方も一つに定められた。

#### スタッフ（劇場アニメ）
- 原作 - バンダイナムコオンライン、都志見文太[30]
- 監督 - 錦織博[30][31]、山本健介[30][31]
- 脚本 - 都志見文太[30]
- キャラクター原案 - 種村有菜[30]
- CGチーフディレクター - 井野元英二[30]
- キャラクターデザイン - 宮崎瞳[30]
- 美術ボード - 大久保錦一[30]
- 色彩設計 - 三笠修[30]
- 総撮影監督・ルック開発 - 若林優[30]
- 編集 - 瀧川三智[30]、須藤瞳[30]、仙土真希[30]、山岸歩奈実[30]
- 編集スーパーバイザー - 西山茂[30]
- 音楽制作 - ランティス[30]
- 音響監督 - 濱野高年[30]
- 制作 - オレンジ[30]
- 製作 - 劇場版アイナナ製作委員会[30]
- 配給 - バンダイナムコフィルムワークス[30]、バンダイナムコオンライン[30]、東映[30]

### BD / DVD
| 巻 | 発売日        | 収録話          | 規格品番  | 規格品番  |
| 巻 | 発売日        | 収録話          | BD限定版  | DVD限定版 |
| -- | ------------- | --------------- | --------- | --------- |
| 1  | 2018年2月23日 | 第1話 - 第2話   | BCXA-1303 | BCBA-4866 |
| 2  | 2018年3月23日 | 第3話 - 第5話   | BCXA-1304 | BCBA-4867 |
| 3  | 2018年4月24日 | 第6話 - 第7話   | BCXA-1305 | BCBA-4868 |
| 4  | 2018年5月25日 | 第8話 - 第10話  | BCXA-1306 | BCBA-4869 |
| 5  | 2018年6月22日 | 第11話 - 第12話 | BCXA-1307 | BCBA-4870 |
| 6  | 2018年7月27日 | 第13話 - 第15話 | BCXA-1308 | BCBA-4871 |
| 7  | 2018年8月28日 | 第16話 - 第17話 | BCXA-1309 | BCBA-4872 |

| 巻 | 発売日         | 収録話          | 規格品番  | 規格品番  |
| 巻 | 発売日         | 収録話          | BD限定版  | DVD限定版 |
| -- | -------------- | --------------- | --------- | --------- |
| 1  | 2020年11月26日 | 第1話 - 第2話   | BCXA-1531 | BCBA-4993 |
| 2  | 2020年12月24日 | 第3話 - 第4話   | BCXA-1532 | BCBA-4994 |
| 3  | 2021年1月27日  | 第5話 - 第6話   | BCXA-1533 | BCBA-4995 |
| 4  | 2021年2月25日  | 第7話 - 第8話   | BCXA-1534 | BCBA-4996 |
| 5  | 2021年3月26日  | 第9話 - 第10話  | BCXA-1535 | BCBA-4997 |
| 6  | 2021年4月27日  | 第11話 - 第12話 | BCXA-1536 | BCBA-4998 |
| 7  | 2021年5月26日  | 第13話 - 第15話 | BCXA-1537 | BCBA-4999 |

| 巻 | 発売日         | 収録話          | 規格品番  | 規格品番  |
| 巻 | 発売日         | 収録話          | BD限定版  | DVD限定版 |
| -- | -------------- | --------------- | --------- | --------- |
| 1  | 2021年9月28日  | 第1話 - 第3話   | BCXA-1673 | BCBA-5095 |
| 2  | 2021年11月26日 | 第4話 - 第6話   | BCXA-1674 | BCBA-5096 |
| 3  | 2022年1月26日  | 第7話 - 第9話   | BCXA-1675 | BCBA-5097 |
| 4  | 2022年3月29日  | 第10話 - 第13話 | BCXA-1676 | BCBA-5098 |
| 5  | 2022年11月25日 | 第14話 - 第15話 | BCXA-1677 | BCBA-5099 |
| 6  | 2022年12月23日 | 第16話 - 第18話 | BCXA-1678 | BCBA-5100 |
| 7  | 2023年1月27日  | 第19話 - 第21話 | BCXA-1679 | BCBA-5101 |
| 8  | 2023年2月24日  | 第22話 - 第24話 | BCXA-1680 | BCBA-5102 |
| 9  | 2023年3月24日  | 第25話 - 第27話 | BCXA-1681 | BCBA-5103 |
| 10 | 2023年4月26日  | 第28話 - 第30話 | BCXA-1682 | BCBA-5104 |

| 巻      | 発売日        | 収録話       | 規格品番  | 規格品番  |
| 巻      | 発売日        | 収録話       | BD限定版  | DVD限定版 |
| ------- | ------------- | ------------ | --------- | --------- |
| Vibrato | 2019年8月27日 | Vibrato全8話 | BCXA-1429 | BCBA-4943 |

### 受賞歴
第1期
- アニメージュ第40回アニメグランプリ
  - グランプリ - ｢アイドリッシュセブン｣
  - 男性キャラクター部門 - 九条天
  - アニメソング部門 - ｢WiSH VOYAGE｣

- ANiUTa AWARD 2018 男性グループアーティスト部門「IDOLiSH7」

第2期
- 東京アニメアワード2021 アニメファン賞

## リアル脱出ゲーム
『IDOLiSH7×SCRAP 共同制作リアル脱出ゲーム『愛七町破壊計画からの脱出』』が、東京ミステリーサーカスで2022年12月1日から2023年2月12日までの開催予定だったが、好評につき同月26日まで期間延長された他、リアル脱出ゲーム名古屋店で2023年3月2日から4月9日まで、リアル脱出ゲーム大阪心斎橋店で2023年4月13日から5月21日までそれぞれ開催された。